# 鈴木遼太郎
鈴木 遼太郎（すずき りょうたろう、1996年2月18日 - ）は、宮城県石巻市出身の元プロ野球選手（投手）・コーチ。右投右打。

## 経歴

### プロ入り前
向陽小学校1年時に軟式野球を始め、蛇田中学校では軟式野球部に所属。石巻選抜チームにも所属し、中継ぎやロングリリーフを務め宮城県選抜大会の優勝に貢献した。中学卒業後は石巻西高等学校に入学、甲子園経験は無し。
東北学院大学では2年秋からベンチ入りし、リーグ通算39試合に登板。18勝を挙げ、防御率は1.76の成績を残し、2年時に最優秀新人賞、3、4年時に敢闘賞を獲得した実力を持つ。
2017年度プロ野球ドラフト会議で北海道日本ハムファイターズより6位で指名を受け、11月9日に契約金2500万円、年俸750万円で入団に合意した（金額は推定）。石巻地方で生まれ育った選手がプロ入りするのは新沼慎二（横浜ベイスターズ）以来20年ぶりであった。

### 日本ハム時代
2018年は二軍で防御率1.59、12奪三振と好投するも4月に右肘の故障により4試合のみの出場となった。
2019年は、フレッシュオールスターゲームにイースタン・リーグ選抜として出場した。イースタン・リーグ公式戦では27試合に登板。10月にはみやざきフェニックス・リーグに参加し9イニングを無失点に抑えた。
2020年はイースタン・リーグ27試合に登板するも一軍昇格はなく、11月25日に戦力外通告を受けた。12月14日、育成選手として再契約した。背番号は150に変更となった。
2021年、10月25日に2年連続となる戦力外通告を受け、12月8日に開催された12球団合同トライアウトを受けた。

### 社会人時代
2022年1月、社会人野球のエイジェックで現役続行することが報道された。エイジェックには1季在籍、シーズン終了後の12月23日、チームより退部することが発表された。

### 現役引退後
2023年4月7日、エイジェック女子硬式野球部の投手コーチに就任することが発表された。

## 選手としての特徴
制球力を武器とし、最速150km/hのストレートに加え、フォークを投じる。コントロールとボールのキレが武器。

## 人物
乃木坂46、欅坂46のファン。

## 詳細情報

### 年度別投手成績
| 年 度    | 球 団    | 登 板 | 先 発 | 完 投 | 完 封 | 無 四 球 | 勝 利 | 敗 戦 | セ 丨 ブ | ホ 丨 ル ド | 勝 率 | 打 者 | 投 球 回 | 被 安 打 | 被 本 塁 打 | 与 四 球 | 敬 遠 | 与 死 球 | 奪 三 振 | 暴 投 | ボ 丨 ク | 失 点 | 自 責 点 | 防 御 率 | W H I P |
| -------- | -------- | ----- | ----- | ----- | ----- | -------- | ----- | ----- | -------- | ----------- | ----- | ----- | -------- | -------- | ----------- | -------- | ----- | -------- | -------- | ----- | -------- | ----- | -------- | -------- | ------- |
| 2019     | 日本ハム | 1     | 0     | 0     | 0     | 0        | 0     | 0     | 0        | 0           | .000  | 9     | 2        | 2        | 0           | 1        | 0     | 0        | 3        | 0     | 0        | 0     | 0        | 0.00     | 1.50    |
| NPB：1年 | NPB：1年 | 1     | 0     | 0     | 0     | 0        | 0     | 0     | 0        | 0           | .000  | 9     | 2        | 2        | 0           | 1        | 0     | 0        | 3        | 0     | 0        | 0     | 0        | 0.00     | 1.50    |

- 2021年度シーズン終了時

### 年度別守備成績
| 年 度 | 球 団    | 投手  | 投手  | 投手  | 投手  | 投手  | 投手     |
| 年 度 | 球 団    | 試 合 | 刺 殺 | 補 殺 | 失 策 | 併 殺 | 守 備 率 |
| ----- | -------- | ----- | ----- | ----- | ----- | ----- | -------- |
| 2019  | 日本ハム | 1     | 0     | 0     | 0     | 0     | ----     |
| 通算  | 通算     | 1     | 0     | 0     | 0     | 0     | ----     |

- 2021年度シーズン終了時

### 記録
初記録
- 初登板：2019年7月9日、対千葉ロッテマリーンズ13回戦（ZOZOマリンスタジアム）、7回裏に4番手で救援登板・完了、2回無失点
- 初奪三振：同上、7回裏にブランドン・レアードから空振り三振

### 背番号
- 50（2018年 - 2020年）
- 150（2021年）